# Ортар
Ортар (грч. Όρθρος) (лат. Orthus) је у грчкој митологији двоглави пас, Тифонов и Ехиднин син.

## Митологија
Ортар је био брат много познатијег Кербера и Сфингин отац. Нека предања га описују као пса са седам змајевих глава. На острву Еритији, земљи заласка сунца чувао је Герионова говеда заједно са пастиром Еуритионом. Један од Хераклових подвига (задатака) је био да доведе Еуристеју та говеда која су била чувена по лепоти. Да би обавио тај задатак, Херакле је убио пса Ортра и Еуритиона, а касније и самог џина Гериона.
Према многим изворима Херакле је убио Ортара његовом тољагом, али се на неким вазама Ортар приказује прободен стрелом.
Најранији приказ Ортара налази се на бронзаном коњском пекторалу из седмог века са Самоса. На њој је приказан двоглави Ортар са стрелом која вири из једне од његових глава, који чучи код Гидеонових ногу.